# Shagrath
Stian Tomt Thoresen (Jessheim, Ullensaker, Akershus; 18 de noviembre de 1976), más conocido por su nombre artístico Shagrath, es un cantante noruego, vocalista de la banda de black metal sinfónico Dimmu Borgir. También actúa como guitarrista, bajista y teclista en algunos álbumes de la banda, y llegó a tocar la batería en For All Tid (1994), el primer álbum de Dimmu Borgir.

## Biografía
Shagrath es uno de los miembros fundadores de Dimmu Borgir, junto con Silenoz y Tjodalv. Su cambio de tocar la guitarra a cantar forma parte de lo que cambió el sonido de la banda.
Shagrath tocó la guitarra en la banda Fimbulwinter hasta que se separó en 1992. Shagrath también tocó el teclado en otra banda Noruega llamada Ragnarok. Tuvo un proyecto solitario con la banda Starkness. Recientemente también es guitarrista de una banda de hard rock, Chrome Division.

## Significado de Shagrath
Shagrath ha comentado esto acerca de su nombre artístico: "Shagrath es el nombre de un orco en los libros de "El Señor de los anillos". Yo elegí ese nombre hace ya treinta años, ya que me gustaban mucho esas novelas. Afortunadamente el nombre de Shagrath no apareció en las películas, sino hubiera tenido muchos problemas con los derechos del nombre." En las ediciones en español de las novelas de El Señor de los Anillos, el nombre del orco se escribe y pronuncia Shagrat. Algo interesante es que el nombre Shagrath es también el nombre de un dios-araña que es considerado la fuente de toda la maldad en Arduin, un juego de temática fantástica creado a mitades de los años 70 por David A. Hargrave.

## Vida personal
En agosto de 2008, Shagrath hizo pública su relación con la actriz Christina Fulton (exnovia de Nicolas Cage).
La boda se realizó en septiembre de 2009 en Preikestolen, que se dice que es uno de los lugares más fantásticos de Noruega pero se separaron por la notoria diferencia de edad y de intereses. En la actualidad tiene una relación y una pequeña hija con Silje Wierli Hagen (Misssselia)

## Discografía

### ConDimmu Borgir
- Inn I Evighetens Mørke (1994)
- For All Tid (1994)
- Stormblåst (1996)
- Devil's Path (1996)
- Enthrone Darkness Triumphant (1997)
- Godless Savage Garden (1998)
- Sons of Satan Gather for Attack (album split con Old Man's Child) (1999)
- Spiritual Black Dimensions (1999)
- True Kings of Norway (2000) (album split con Emperor, Immortal, Ancient y Arcturus) (2000)
- Puritanical Euphoric Misanthropia (2001)
- Alive in Torment (2001)
- World Misanthropy (2002)
- Death Cult Armageddon (2003)
- Stormblåst MMV (2005)
- In Sorte Diaboli (2007)
- Abrahadabra (2010)
- Eonian (2018)

### ConChrome Division
- Doomsday Rock 'n Roll  (2006)
- Booze, Broads and Beelzebub (2008)
- 3rd Round Knockout (2011)

### ConRagnarok
- Arising Realm (1997)

### ConFimbulwinter
- Servants of Sorcery (1994)

### ConOv Hell
- The Underworld Regime (2010)

### Como invitado
Shagrath ha sido invitado a cantar en las siguientes piezas de otras bandas:
- «The Ring of Sorrow» (2004), del álbum Sirens de Astarte;
- «Mitt Terningkast» (2004), del álbum Velkommen Hjem Andres de Diaz, y también con la colaboración de Galder, líder de Old Man's Child;
- «March of Mephisto» y «Memento Mori» (2005), del álbum The Black Halo de Kamelot;
- «The Alliance of Hellhoundz» (2005), del álbum Inventor of Evil de Destruction; y
- «Sick Bastard» (2009), del álbum Attitude de Susperia.